# TV 만화영화주제가
TV 만화영화주제가는 한국음반에서 출시한 카세트테이프이다. 1980년대~1990년대 위주의 일본과 한국의 TVA 애니메이션 음악들이 수록되었다. 유튜브에서 유성가면 채널의 시청할 것이다.

## 곡 목록

### 1집
1. 천년여왕
2. 짱가
3. 날아라 태극호
4. 은하함대 지구호
5. 그로이저 X
6. 요괴인간
7. 짱구탐정
8. 원탁의 기사
9. 머나먼 별나라
10. 은하철도 999
11. 황금박쥐
12. 이티
13. 엄마찾아 삼만리
14. 독수리 오형제
15. 마징가 Z
16. 신밧드의 모험
17. 플로네의 모험
18. 비밀의 계곡
19. 태권 V
20. 마린보이
21. 공룡 수색대
22. 개구장이 6남매
23. 아이젠 보그
24. 우주소년 아톰

### 2집
1. 들장미 소녀 캔디
2. 호돌이와 토순이
3. 그랜다이저
4. 루시
5. 슈퍼 특공대
6. 그레이트 마징가
7. 철인 007
8. 마루치 아라치
9. 뽀뽀뽀
10. 미래소년 코난
11. 손오공
12. 돌치
13. 호랑이 선생님
14. 개구리 소년(개구리 왕눈이)
15. 애꾸눈 하록
16. 요술공주 세리
17. 똘이장군
18. 인어공주 나나
19. 황금날개 123
20. 이티여 안녕
21. 소년 삼국지
22. 미래소년 쿤다 버뮤다오천년
23. 스파이더맨
24. 이겨라 승리호

### 3집
1. 샌디
2. 사파이어 왕자
3. 어린이 명작동화극장
4. 딱다구리
5. 우주 삼총사
6. 꽃천사 루루
7. 달려라 번개호
8. 즐거운 캠핑
9. 인디오소년 빼빼로의 모험
10. 오로라 공주와 손오공
11. 우주전함 V호
12. 알프스소녀 하이디
13. 집없는 소녀 펠리네
14. 별나라 삼총사
15. 칠인의 신부
16. 호보
17. 철이의 우주모험
18. 밀림의 왕자
19. 우주 세용사
20. 비밀의 섬
21. 쾌걸 조로
22. 우리는 축구왕
23. 용감한 죠리
24. 귀여운 닐

### 4집
1. 목장소녀 케트리
2. 톰소여의 모험
3. 요술공주 세리
4. 들장미 소녀 캔디
5. 우주전함 코메트
6. 듀크 삼총사
7. 안델센 아저씨
8. 정의의 타잔
9. 우주 탐험대
10. 개구리 5형제
11. 무인도의 모험
12. 유성가면 피터
13. 아빠는 멋쟁이
14. 샌디
15. 외로운 들장미 소녀
16. 알프스소녀 안네트
17. 서부소년 차돌이
18. 아기곰 재키
19. 샤롯트
20. 톰과 제리
21. 앤지
22. 뽀빠이
23. 위대한 영웅
24. 숲속의 재키

### 5집
1. V(브이)
2. 꼬마자동차 붕붕
3. 모여라 꿈동산
4. 귀여운 펑키
5. 소년007 은하특공대
6. 날개달인 아이들
7. 슈퍼특급 마징가7
8. 해돌이의 대모험
9. 혹성로보트 썬더A
10. 손오공과 별들의 전쟁
11. 사랑의 학교
12. 우주전함 불가사리
13. 소공녀 세라
14. 개구장이 스머프
15. 해치의 대모험
16. 슈퍼 마징가3
17. 돌아온 아톰
18. 날으는 슈퍼맨
19. 슈퍼 타이탄
20. 보물섬
21. 들장미 소녀
22. 내일은 야구왕
23. 태극소년 흰독수리
24. 꼬마어사 똘이

### 6집
1. 날아라 스타에이스
2. 허클베리 핀
3. 날으는소년 일지매
4. 호호 아줌마
5. 컴퓨터형사 가제트
6. 골목대장
7. 타임머신 001
8. 해저탐험 마린X
9. 쏠라 123
10. 간첩잡는 똘이장군
11. 전자인간 337
12. 도깨비 감투
13. 공룡 백만년의 똘이
14. 개구리 왕눈이
15. 개구장이 죠디
16. 샛별공주
17. 빨간머리 앤
18. 고깔모자 3총사
19. 우주소년 캐시
20. 돈키호테
21. 요술공주 밍키
22. 검은별과 황금박쥐
23. 황금의 팔
24. 003 태돌이
25. 로버트 킹
26. 삼국지 3총사
27. 홈런이다 홈런

### 7집
1. 소년 코나의 모험
2. 시골소녀 폴리아나
3. 마야 붕붕
4. 바보이왕
5. 검은별
6. 바다의 요정
7. 백설공주
8. 꿈동이 나라
9. 꿀벌들의 행진
10. 개구장이 만만세
11. 검은 우주선
12. 로버트 군단
13. 천하무적 멍멍기사
14. 개구장이 푸무클
15. 오즈의 마법사
16. 마야의 자장가
17. 늑대와 일곱마리의 염소
18. 바다로간 물고기
19. 눈사람의 노래
20. 동물들의 합창
21. 오뚝이
22. 태권무쇠팔
23. 토프라 외계인간
24. 마크스

### 8집
1. 메칸더 브이
2. 검은별을 잡아라
3. 바베크 탐정
4. 요술장이의 노래
5. 치티치티 빵빵
6. 아리아리아리송
7. 하모니카의 노래
8. 옛날 옛적에
9. 효녀 지은이
10. 오똑이
11. 꾸러기
12. 수퍼보이
13. 하얀 독수리
14. 날아다니는 가방
15. 올리버 트위스트
16. 선화공주
17. 각시탈
18. 번개호 우산비행기
19. 개구리 소동
20. 잠자리 비행기
21. 황금새
22. 꼬마 깐돌이

### 9집
1. 새롬이
2. 리나리나바베리나
3. 파랑새
4. 동물들의 합창
5. 마술소녀 모모밍키
6. 인어공주
7. 바빌라둘라릴라
8. 부엉이 탐정
9. 딕크와 고양이
10. 바다와 요정
11. 태양소년 에스테반
12. 우주의 왕자 슈퍼 2호
13. 외계철인 고스터
14. 은하열차 우주호
15. 항공모함 메칸더
16. 우주열차 태극호
17. 지구 방위군
18. 불사조
19. 태권주먹
20. 비공상하
21. 로보트 군단

### 10집
1. 우주보안관 장고
2. 유령 탐험대
3. 천사소녀 새롬이
4. 유령 대소동
5. 소년탐정 학다리
6. 요술공주 뽕뽕
7. 곰돌이
8. 아롱이와 다롱이
9. 노래하는 꾀꼬리
10. 영리한 막둥이
11. 우주선장 율리시스
12. 우주여왕 쉬라
13. 알쏭달쏭 맴맴
14. 이반의 노래
15. 악마의 노래
16. 요술부채
17. 학다리와 검은별
18. 사랑은 하나로 만들죠
19. 신나는 여행길
20. 방울 아가씨

### 11집
1. 무적의 로봇 고바리안
2. 작은 아씨들
3. 날아라 마야
4. 찰리 브라운
5. 피노키오의 모험
6. 동화나라 ABC
7. 엄마별 아빠별
8. 슈퍼 아톰
9. 꾸러기 푸우
10. 레이다의 모험
11. 잠자는 공주
12. 염소 7마리
13. 슈퍼소년 비키
14. Z소년 마르스
15. 난장이 요정들
16. 날아라 거북선
17. 우리들은 꿈동이
18. 숲속의 12요정
19. 정글북
20. 미운 아기오리
21. 꼬마 마법사
22. 담보 아기코끼리
23. 자라와 토끼
24. 친구

### 12집
1. 무적의 실버호크
2. 요술공주 샐리
3. 무적의 왕자 라이온
4. K출동 바이오 용사
5. 우주괴물 몬스타 대장
6. 작은북 큰북
7. 태극 우주호 123
8. 우주속의 꽃나라 여왕
9. 달나라로 가자
10. 요술진주
11. 무적의 불가사리
12. 이숍아저씨
13. 꼬마탐정 안제
14. 별나라 손오공
15. 컴퓨터 형사 가젯트
16. 죨리
17. 우리는 꼬마 해적
18. 호호맴맴 꼬추장군
19. 독수리 탐정
20. 우주의 왕자 고릴라 엑스(X)
21. 천둥번개
22. 엄지공주
23. 달려라 알리바바
24. 은하왕국 1호별

### 13집
1. 마르코폴로의 몰험
2. 숲속의 요정 판사
3. 유령 대소동
4. 귀염둥이 포니
5. 안델센 동화나라
6. 우주 삼총사
7. 욕심쟁이 오리아저씨
8. 만화동산
9. 감자마을 친구들
10. 풍권동자
11. 유성인간
12. 무지개 목걸이
13. 곰돌이 가족
14. 꼬마바이킹 빅키
15. 소공자 세디
16. 슈퍼 고릴라
17. 귀염둥이 친구들
18. 꿈나라 요술 친구들
19. 열두가지 짐승
20. 빨주노초파남보
21. 제프슨과 메론부인
22. 돌개바람 소년
23. 요술봉
24. 반딧불

### 14집
1. 우주용사 다이노서
2. 쿵후보이
3. 독수리 오형제
4. 만화극장
5. 너구리 박사
6. 드라곤
7. 우주전사 트윈스
8. 아기가제
9. 마술 바이올린
10. 오이공주
11. 밀림의 왕자 레오
12. 야구소년
13. 손오공(서유기)
14. 작은숙녀 링
15. 쌍둥이 오리새끼
16. 팬더곰
17. 머털도사
18. 죠나단의 모험
19. 루퍼스 욕심쟁이
20. 호라리오

### 15집
1. 은하 순찰대
2. 달따냥
3. 태극아이 505
4. 카인
5. 팅크벨
6. 토토와 티티의 모험
7. 핵전함 리버티
8. 외계인 악당 다다
9. 은하소년 001
10. 마그네스
11. 우주 안개별
12. 태권 제비소녀
13. 쾌걸조로
14. 마징가 V. 슈퍼베타맨 (짱가시리즈2)
15. 피터팬의 모험
16. 터보 유격대
17. 지반
18. 슈퍼 베타맨
19. 깡순이
20. 뚱보짱가
21. 괴인 코흐라
22. 마징가 V
23. 정의의 용사 철민
24. 싸이파 컴퓨터 인간

### 16집
1. 마이티 마우스
2. 드래곤볼(신 칠용주)
3. 말괄량이 뱁스
4. 수퍼전사 그랑죠
5. 무천도사
6. 안테스산의 독수리
7. 수퍼전사 포세이돈
8. 트윈스(우주전사)
9. 꼬마 007
10. 소년 탐정대
11. 로스로도스 전기
12. 판도라
13. 키다리 아저씨
14. 귀여운 공주 진진
15. 꼬마 울티
16. 번개군단
17. 황금 곤도라
18. 야무치
19. 블랙죠스
20. 요술풍선

## 시청 목록
| 집   | 면  | 제목                              | 시간 |
| ---- | --- | --------------------------------- | ---- |
| 1집  | A면 | 천년여왕 ~ 이티                   | 24분 |
| 1집  | B면 | 엄마찾아 삼만리 ~ 우주소년 아톰   | 24분 |
| 2집  | A면 | 들장미 소녀 캔디 ~ 돌치           | 25분 |
| 2집  | B면 | 호랑이 선생님 ~ 이겨라 승리호     | 25분 |
| 3집  | A면 | 샌디 ~ 알프스소녀 하이디          | 26분 |
| 3집  | B면 | 집없는 소녀 펠리네 ~ 귀여운 닐    | 26분 |
| 4집  | A면 | 목장소녀 케트리 ~ 유성가면 피터   | 27분 |
| 4집  | B면 | 아빠는 멋쟁이 ~ 숲속의 재키       | 28분 |
| 5집  | A면 | V(브이) ~ 우주전함 불가사리       | 26분 |
| 5집  | B면 | 소공녀 세라 ~ 꼬마어사 똘이       | 26분 |
| 6집  | A면 | 날아라 스타에이스 ~ 개구리 왕눈이 | 28분 |
| 6집  | B면 | 개구장이 죠디 ~ 홈런이다 홈런     | 28분 |
| 7집  | A면 | 소년 코나의 모험 ~ 로버트 군단    | 20분 |
| 7집  | B면 | 천하무적 멍멍기사 ~ 마크스        | 21분 |
| 8집  | A면 | 메칸더 V ~ 꾸러기                 | 27분 |
| 8집  | B면 | 수퍼보이 ~ 꼬마 깐돌이            | 27분 |
| 9집  | A면 | 새롬이 ~ 바다와 요정              | 23분 |
| 9집  | B면 | 태양소년 에스테반 ~ 로보트 군단   | 24분 |
| 10집 | A면 | 우주보안관 장고 ~ 영리한 막둥이   | 25분 |
| 10집 | B면 | 우주선장 율리시스 ~ 방울 아가씨   | 25분 |
| 11집 | A면 | 무적의 로봇 고바리안 ~ 염소 7마리 | 27분 |
| 11집 | B면 | 슈퍼소년 비키 ~ 친구              | 27분 |
| 12집 | A면 | 무적의 실버호크 ~ 이숍아저씨      | 24분 |
| 12집 | B면 | 꼬마탐정 안제 ~ 은하왕국 1호별    | 24분 |
| 13집 | A면 | 마르코폴로의 모험 ~ 무지개 목걸이 | 23분 |
| 13집 | B면 | 곰돌이 가족 ~ 반딧불              | 24분 |
| 14집 | A면 | 우주용사 다이노서 ~ 오이공주      | 19분 |
| 14집 | B면 | 밀림의 왕자 레오 ~ 호라리오       | 19분 |
| 15집 | A면 | 은하 순찰대 ~ 태권 제비소녀       | 24분 |
| 15집 | B면 | 쾌걸조로 ~ 싸이파 컴퓨터 인간     | 26분 |
| 16집 | A면 | 마이티 마우스 ~ 소년 탐정대       | 22분 |
| 16집 | B면 | 로스로도스 전기 ~ 요술풍선        | 20분 |

## 날짜 목록
| 날짜 일자        | 제목                                         |
| ---------------- | -------------------------------------------- |
| 2019년 5월 17일  | TV 만화영화주제가 제1집 A (1983년 한국음반)  |
| 2019년 5월 24일  | TV 만화영화주제가 제1집 B (1983년 한국음반)  |
| 2019년 5월 31일  | TV 만화영화주제가 제2집 A (1983년 한국음반)  |
| 2019년 6월 7일   | TV 만화영화주제가 제2집 B (1983년 한국음반)  |
| 2019년 6월 14일  | TV 만화영화주제가 제3집 A (1983년 한국음반)  |
| 2019년 6월 21일  | TV 만화영화주제가 제3집 B (1983년 한국음반)  |
| 2019년 7월 12일  | TV 만화영화주제가 제4집 A (1984년 한국음반)  |
| 2019년 7월 19일  | TV 만화영화주제가 제4집 B (1984년 한국음반)  |
| 2019년 7월 26일  | TV 만화영화주제가 제5집 A (1986년 한국음반)  |
| 2019년 8월 2일   | TV 만화영화주제가 제5집 B (1986년 한국음반)  |
| 2019년 8월 9일   | TV 만화영화주제가 제6집 A (1986년 한국음반)  |
| 2019년 8월 16일  | TV 만화영화주제가 제6집 B (1986년 한국음반)  |
| 2019년 8월 23일  | TV 인기만화주제가 제7집 A (1986년 한국음반)  |
| 2019년 8월 30일  | TV 인기만화주제가 제7집 B (1986년 한국음반)  |
| 2019년 9월 6일   | TV 인기만화주제가 제8집 A (1987년 한국음반)  |
| 2019년 9월 13일  | TV 인기만화주제가 제8집 B (1987년 한국음반)  |
| 2019년 9월 20일  | TV 인기만화주제가 제9집 A (1987년 한국음반)  |
| 2019년 9월 27일  | TV 인기만화주제가 제9집 B (1987년 한국음반)  |
| 2019년 10월 4일  | TV 인기만화주제가 제10집 A (1987년 한국음반) |
| 2019년 10월 11일 | TV 인기만화주제가 제10집 B (1987년 한국음반) |
| 2019년 10월 25일 | TV 인기만화주제가 제11집 A (1988년 한국음반) |
| 2019년 11월 1일  | TV 인기만화주제가 제11집 B (1988년 한국음반) |
| 2019년 11월 8일  | TV 인기만화주제가 제12집 A (1989년 한국음반) |
| 2019년 11월 15일 | TV 인기만화주제가 제12집 B (1989년 한국음반) |
| 2019년 11월 22일 | TV 인기만화주제가 제13집 A (1989년 한국음반) |
| 2019년 11월 29일 | TV 인기만화주제가 제13집 B (1989년 한국음반) |
| 2019년 12월 6일  | TV 인기만화주제가 제14집 A (1990년 한국음반) |
| 2019년 12월 13일 | TV 인기만화주제가 제14집 B (1990년 한국음반) |
| 2019년 12월 20일 | TV 인기만화주제가 제15집 A (1990년 한국음반) |
| 2019년 12월 27일 | TV 인기만화주제가 제15집 B (1990년 한국음반) |
| 2020년 1월 3일   | TV 인기만화주제가 제16집 A (1992년 한국음반) |
| 2020년 1월 10일  | TV 인기만화주제가 제16집 B (1992년 한국음반) |

## 스태프
- 기획,발행:한국음반